# Reklamní fotografie

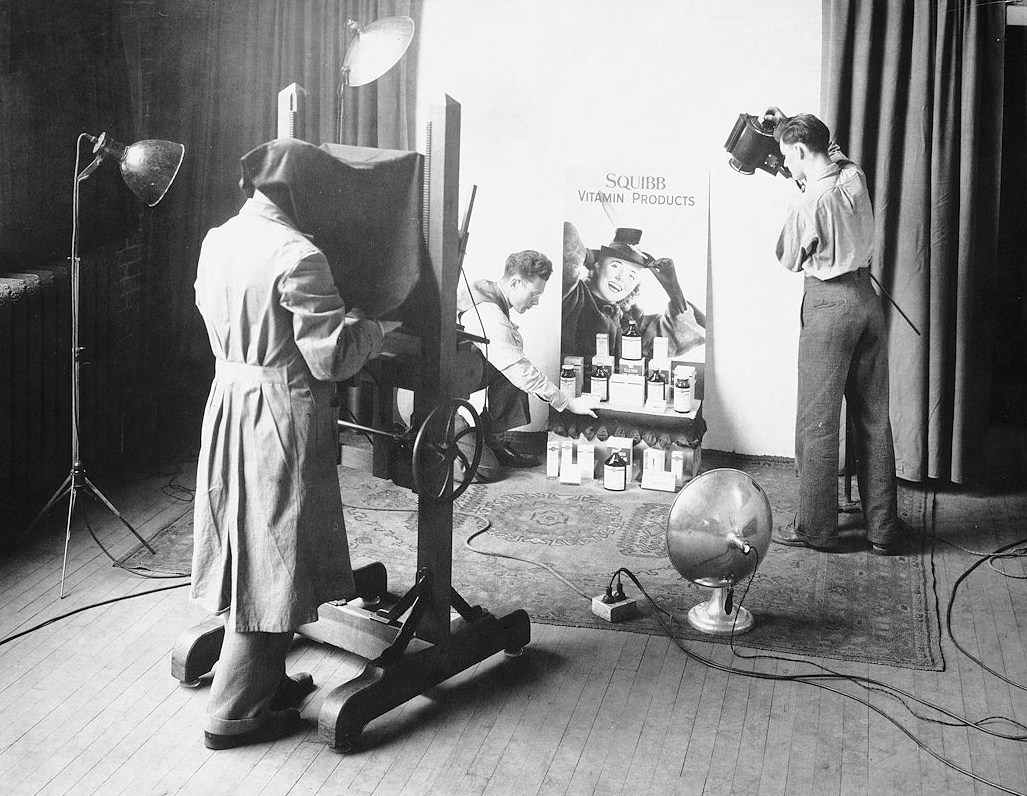
Fotografování reklamy na vitamíny Squibb ve fotografickém studiu Peake & Whittingham, Toronto, Kanada, 1922

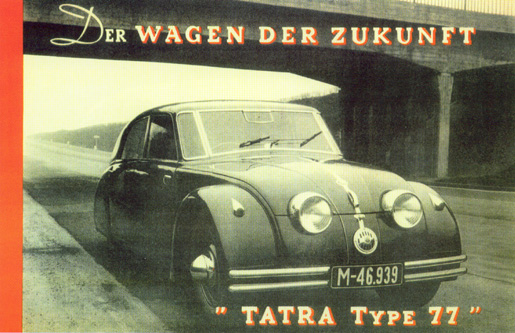
Reklamní fotografie automobilu, 1934

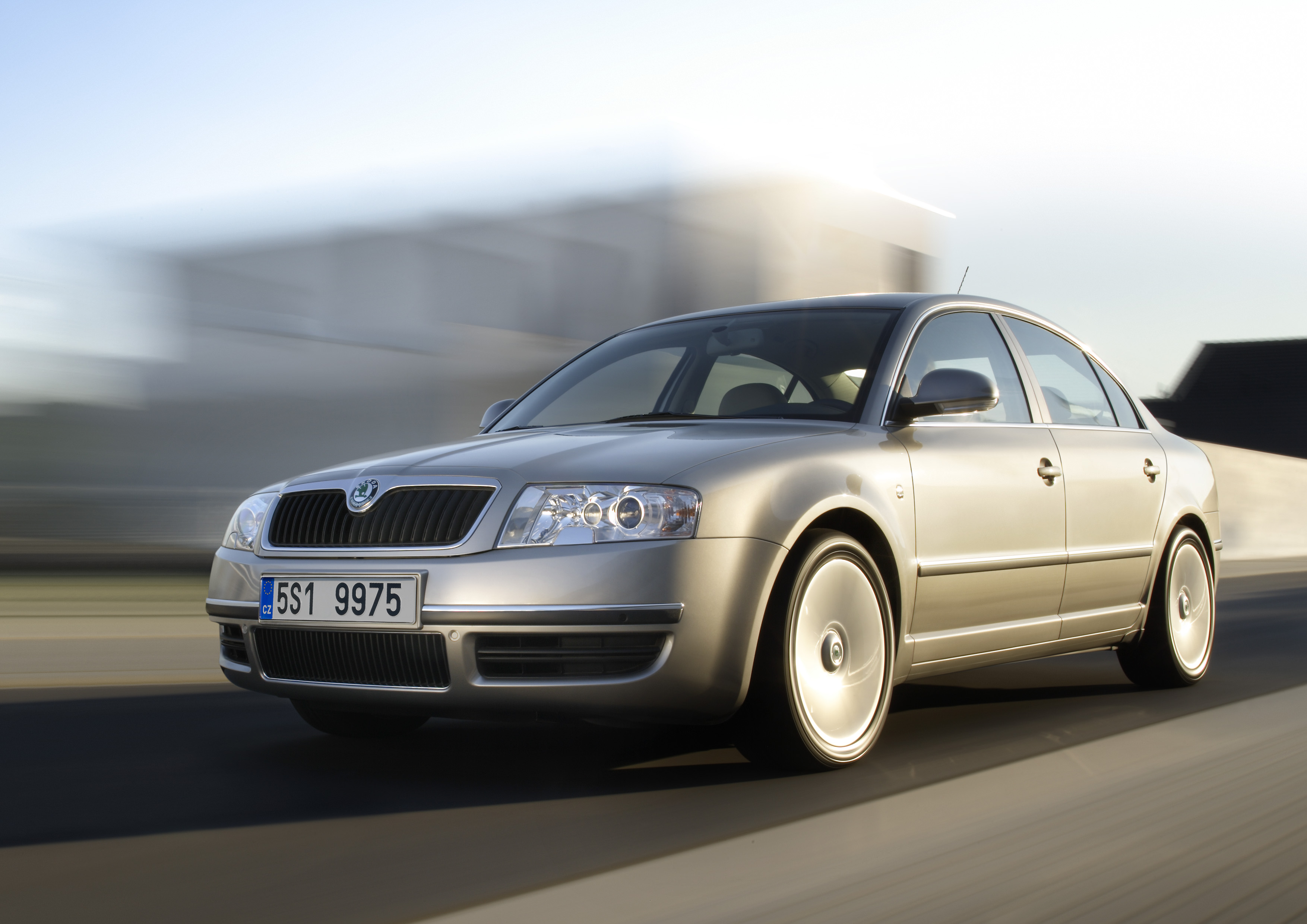
Reklamní fotografie automobilu s využitím efektu panningu, 2008

Reklamní fotografie je fotografickým žánrem, podoborem komerční fotografie, která se soustředí na fotografii komerčních produktů nebo služeb. Účelem reklamní fotografie je propagovat daný produkt (službu), zaujmout potenciálního zákazníka a přispět ke zvýšení prodeje produktu (využívání dané služby).

## Charakteristika
Reklamní fotografie nemusí nutně zobrazovat produkt nebo službu přímo – může sloužit k podpoře značky tohoto produktu – například k vytvoření (příjemného a pozitivního) prostředí, do kterého produkt nebo služba přirozeně zapadá a ze kterého její využití samozřejmě a podvědomě vyplývá (nebo naopak negativní a problémové situace, která vznikla bez tohoto produktu či služby).
Výsledek je u každé reklamní fotografie (kromě těch s nejnižšími rozpočty) organizován reklamní agenturou, jejím nebo speciálním kreativním oddělením, podle požadavků zadavatelské firmy, např. korporátní identity apod.
Typický výstup reklamní fotografie se nazývá packshot (nebo pack shot) – fotografie, kde daný produkt, většinou včetně obalu a značení, je hlavním předmětem snímku a vše ostatní je mu podřízeno. Někdy se termínem packshot označuje i product placement.

## Historie

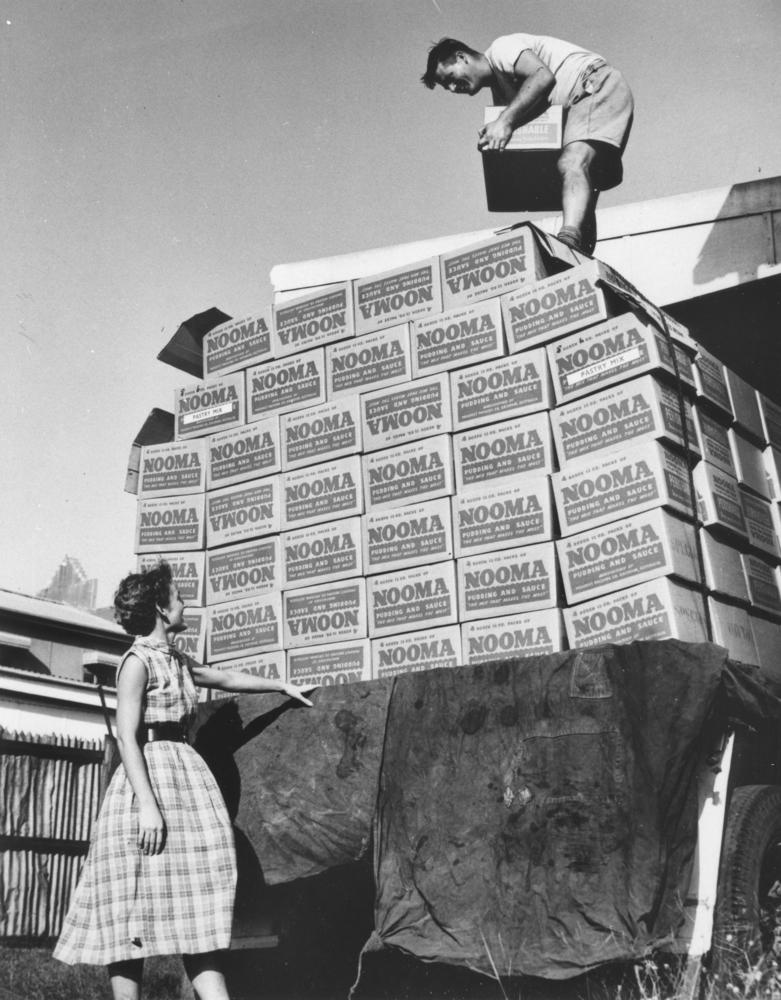
Vykládání krabic s pudinkem Nooma, 1950

- Edward Steichen (1879-1973) ve dvacátých a třicátých letech 20. století vytvořil významné kampaně a přispěl k rozvoji moderní reklamní fotografie a tištěné reklamy.[1]

- Margaret Watkins (1884–1969), kanadská reklamní fotografka pro společnosti Macy's, J. Walter Thompson Company nebo Fairfax Media a stala se jednou z prvních fotografek, které přispívaly do reklamních agentur. Stala se jednou z prvních uměleckých reklamních fotografek, jejíž obrazy každodenních předmětů stanovily nové standardy přijatelnosti.

- Avantgardní německý fotograf Jürgen Teller potlačuje zažité stereotypní prvky nadužívání vizuálních stereotypů jako například zobrazování krásy a sexuální symboliky.[2]

- Grete Stern (1904-1999) se stala známou na mezinárodní úrovni ve 30. letech díky spolupráci s umělkyní Ellen Auerbach (tehdy ještě Ellen Rosenberg). Společně založili fotostudio ringl + pit. Studovala v Bauhausu a její díla byla považována za významnou inovaci v portrétní a reklamní fotografii, ovlivnila celou řadu evropských a amerických umělců.

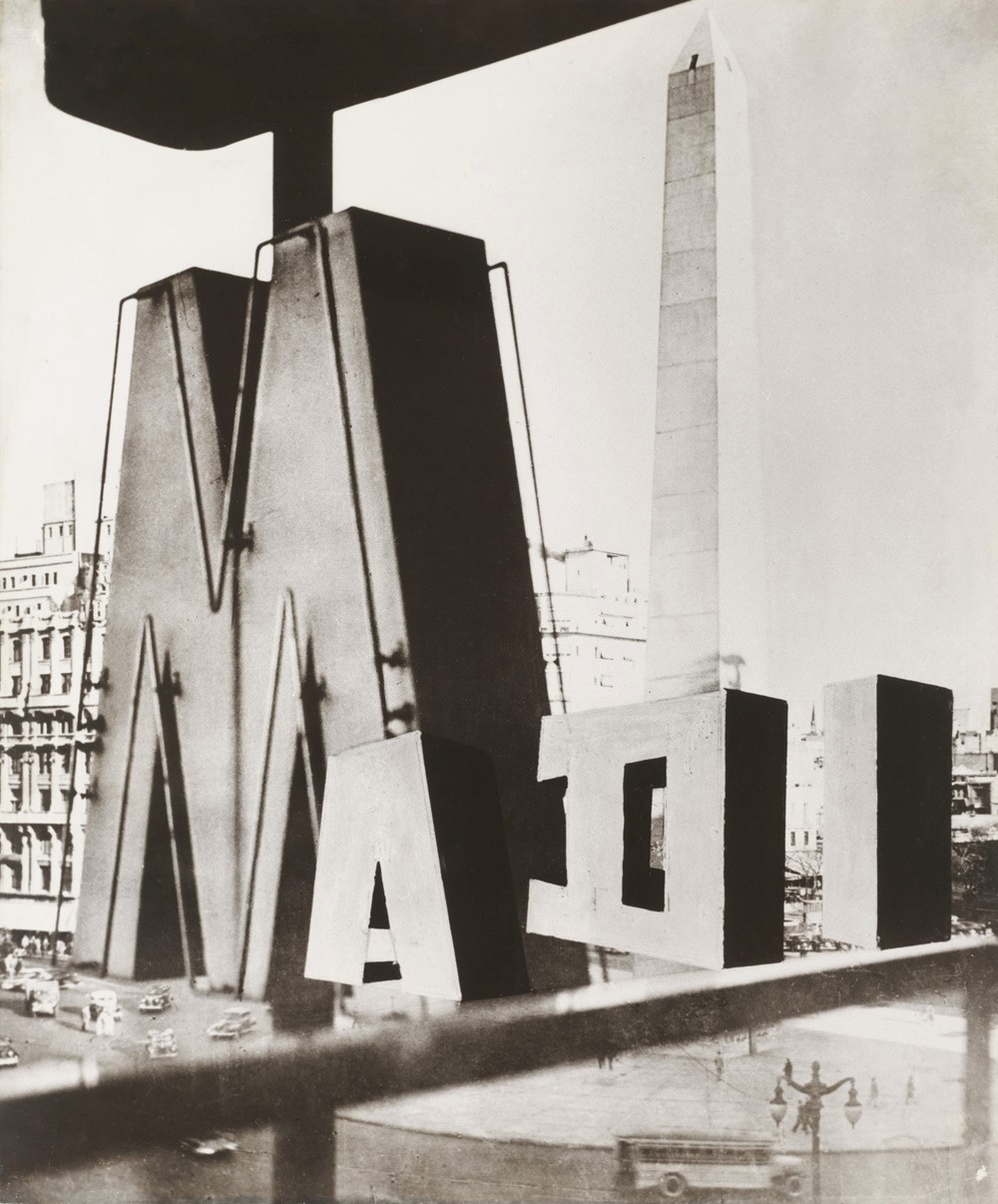
Grete Stern: Návrh loga pro skupinu Madí, 1946

Po zhroucení trhu se Nickolas Muray odvrátil od celebrit a divadelních portrétů a stal se průkopníkem komerční fotografie, známým svými klasickými barevnými reklamními snímky. Je považován za mistra tříbarevného uhlotisku.
Známí komerční fotografové byli nebo jsou:
- Charles Paul Wilp (1932-2005) německý fotograf
- Reinhart Wolf (1930-1988) německý fotograf
- Herb Ritts (1952-2002) americký fotograf
- Bert Stern (1929-2013) americký fotograf
- Jim Rakete (* 1951) fotograf
- Bingo Rimér (* 1975) fotograf
- Denis Rouvre (* 1967) francouzský fotograf
- Karsten Thormaehlen (* 1965) německý fotograf
- Nicolas Guérin (* 1978) francouzský fotograf

V devadesátých letech 20. století pracovali v New Yorku na reklamní kampani pro různé luxusní značky fotografové Karsten Thormaehlen, Peter Lindbergh, Jim Rakete a Fabrizio Ferri.
Kontroverzní snímky se objevily například v reklamních kampaních firmy Benetton fotografa Oliviera Toscaniho, který zobrazil umírajícího člověka na AIDS nebo zakrvácenou košili mrtvých amerických vojáků. Podle výzkumů firmy Benetton se ukázalo, že tento způsob vedl k utrpení image firmy.

## Galerie

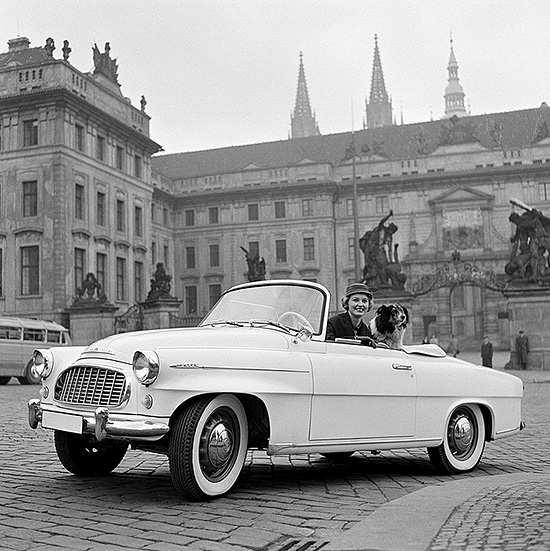
Vilém Heckel: Škoda 450 a modelka Charlotte Sheffield, Miss USA na reklamních fotografiích pro exportéra Motokov, 1957
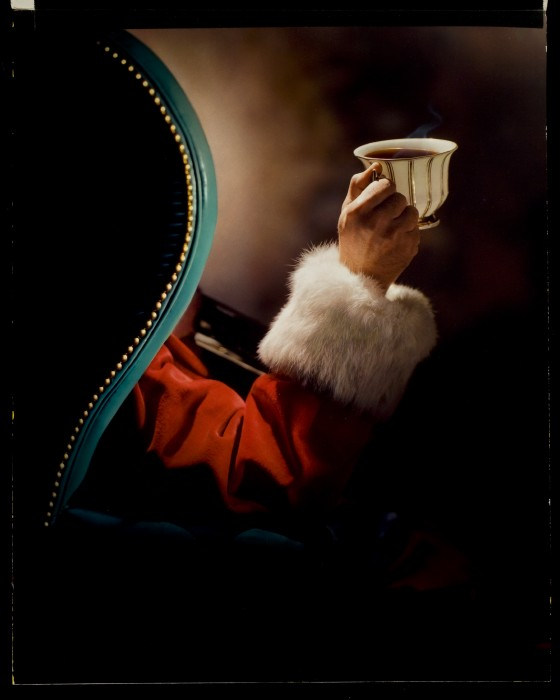
Nickolas Muray: Santa Claus, reklama pro A&P Coffee, 1958
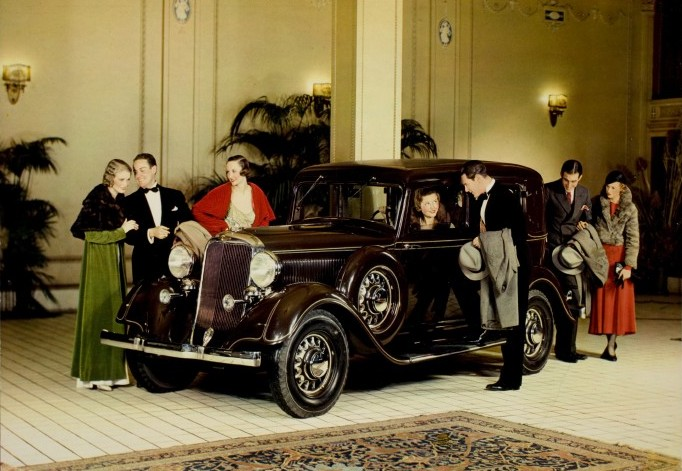
Nickolas Muray: Reklama na Dodge, 1933
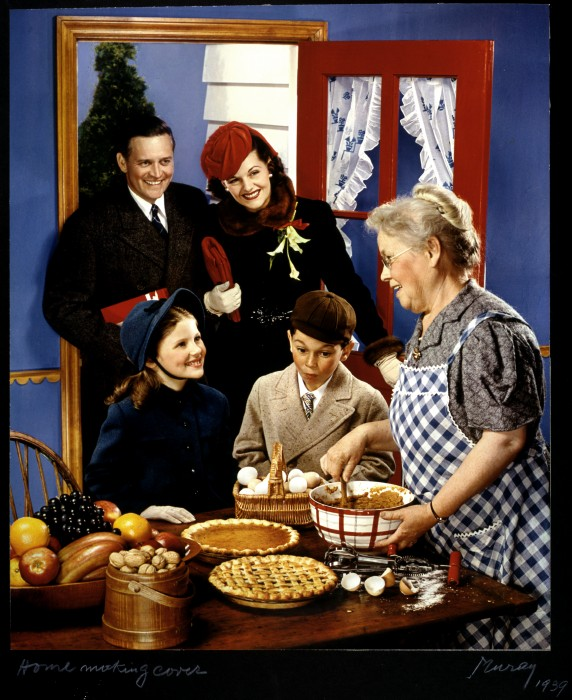
Nickolas Muray: Rodina přišla do sváteční kuchyně, obálka McCall's magazine, 1939

### 1945 – současnost
Výběr deseti významných současných módních a reklamních fotografů: Patrick Demarchelier, Peter Lindbergh, Denis Piel, Paolo Roversi, Mario Testin, Nick Knight, Max Vadukul, David LaChapelle, Terry Richardson a Sean Ellise.
- Emy Kat (* 1959, USA)

- Ivo Bulanda (*1932, Německo) pořídil snímky slavných světových hvězd - mezi nimi například i Brigitte Bardotová, Sophia Loren Gina Lollobrigida nebo Curt Jurgens s výrobky, jako jsou hodinky, brýle nebo pivo. Úspěšný "reklamní tah" se mu povedl ve chvíli, když se mu podařilo vyfotografovat automobilového magnáta Henryho Forda II. s jeho NSU Quickly.

- Gerhard Vormwald (* 1948 Heidelberg Německo) je německý fotograf. Reklamní fotografii se věnuje od roku 1969. Působil v Paříži a v Německu.

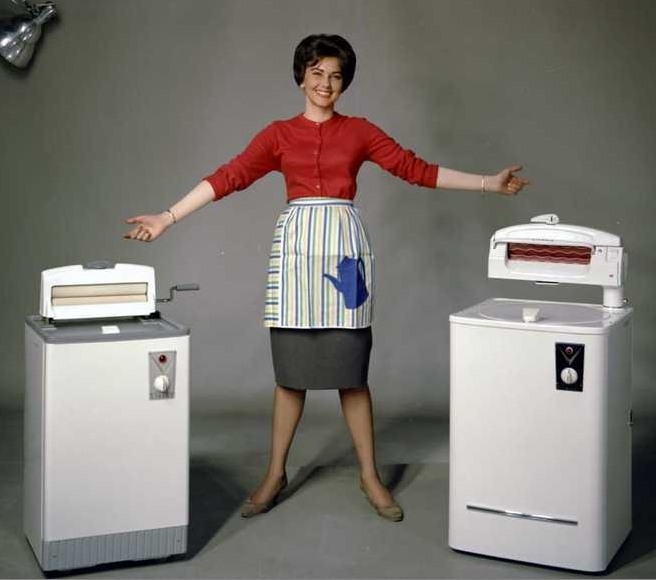
Ernest Rude: Vaskemaskiner, 1960

### České země
- Vilém Heckel
- Tomáš Beran
- Antonín Braný
- Jan Faukner
- Petr Škvrně

## Galerie

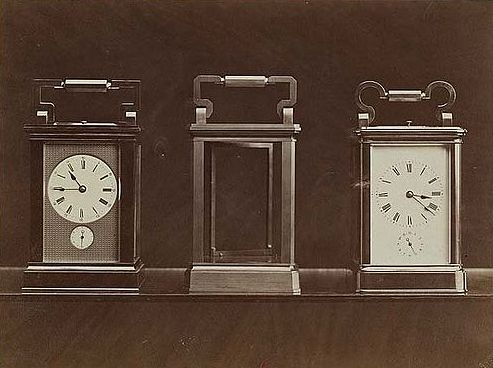
Bruno Braquehais: Modèles de pendules, 1873
Bostonské ženy pomáhají při získávání materiálu na výrobu plynových masek. Fotografie na podporu veřejné kampaně. Underwood & Underwood, 23. září 1918
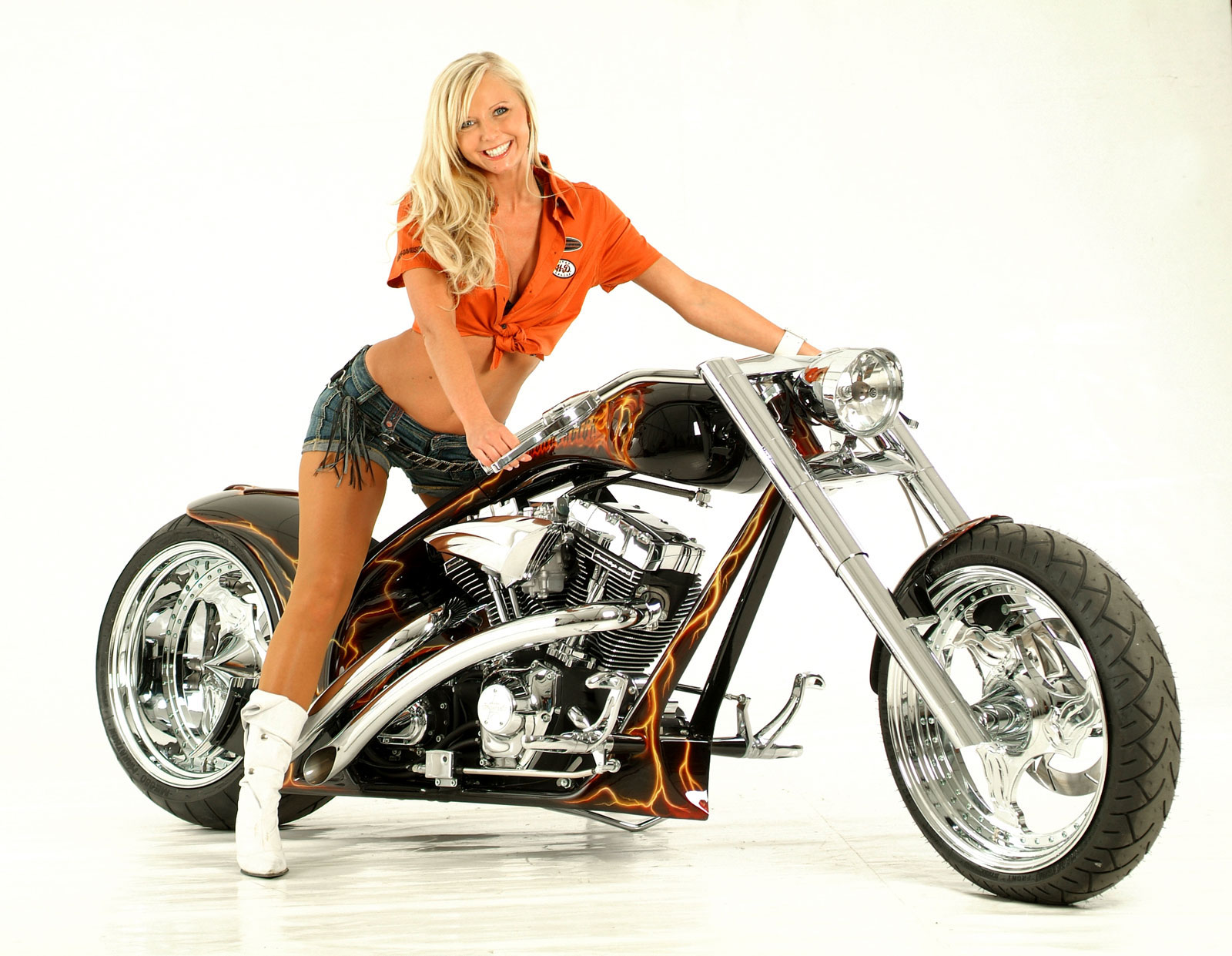
Motocykl Thunderbike, 2008
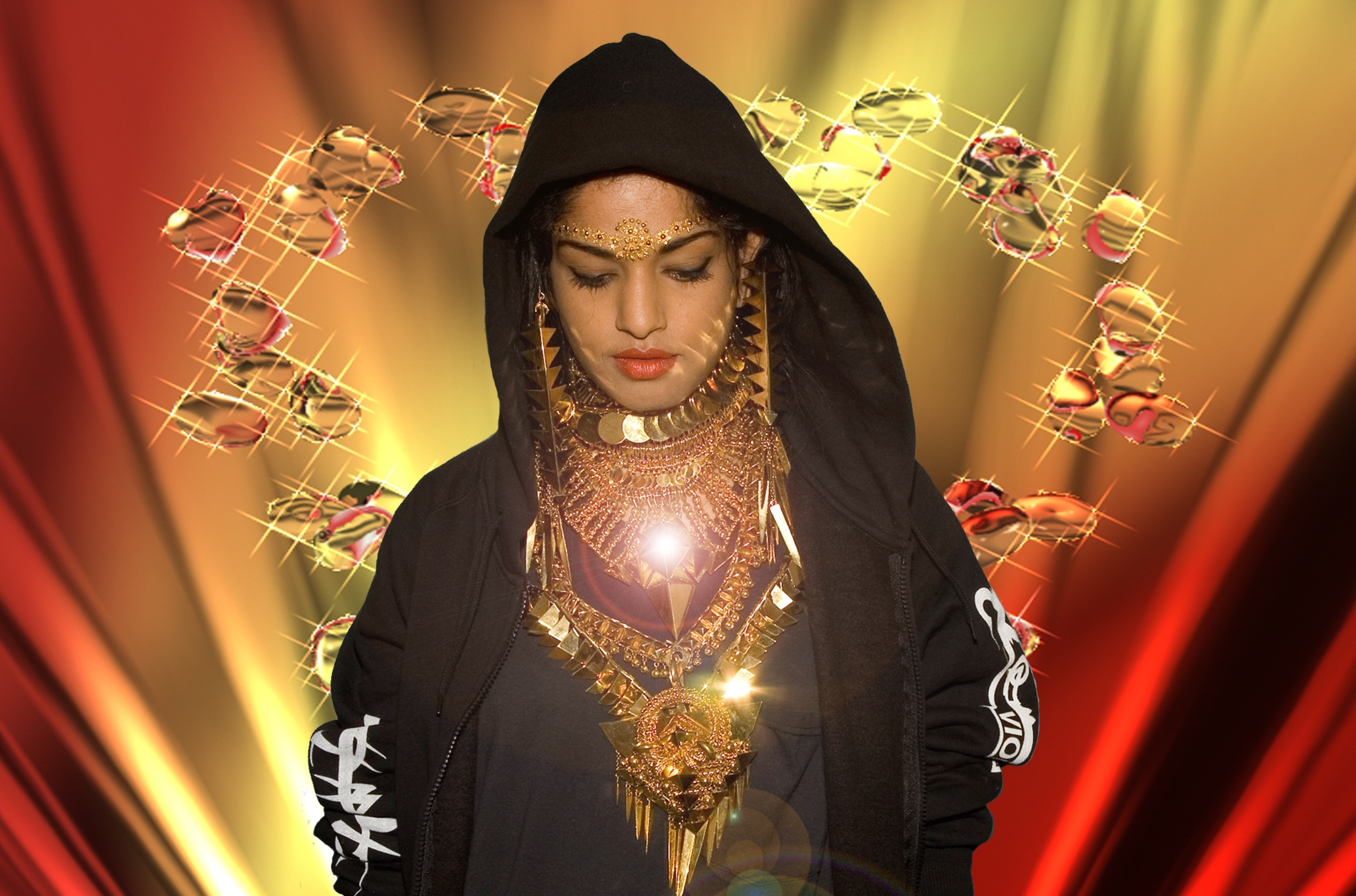
Promo snímek M.I.A.
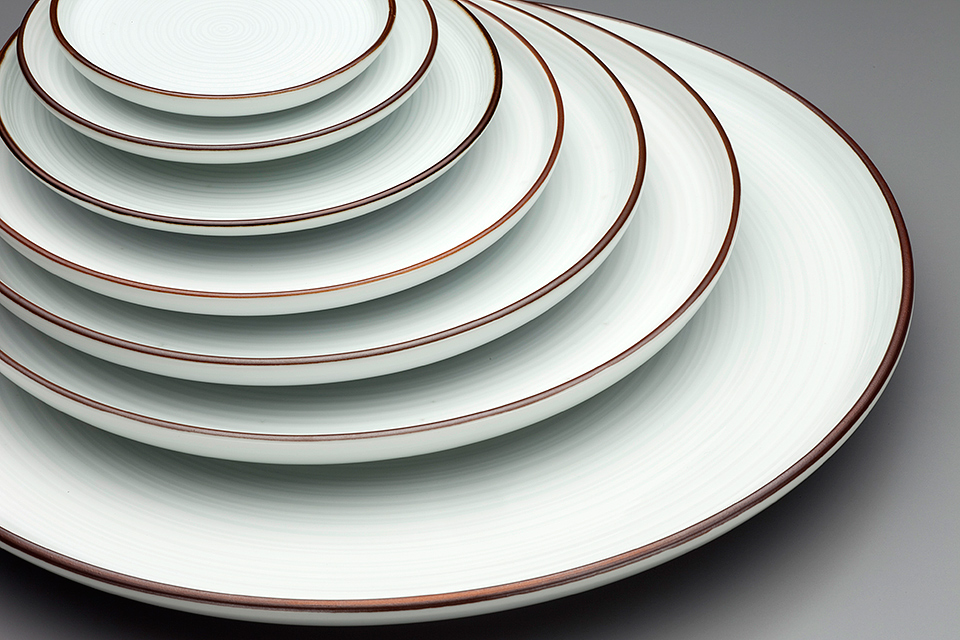
Série keramiky White Strings Ware / Dish (1971), keramický designér Masahiro Mori